# Jan Szymański (1916–2017)
Jan Szymański (ur. 1916 w Pacanowicach, zm. 29 grudnia 2017) – polski uczestnik II wojny światowej, podporucznik WP w stanie spoczynku.

## Życiorys
Urodził się w Pacanowicach w zaborze Pruskim. Był uczestnikiem polskiej wojny obronnej września 1939 w tym bitwy pod Bzurą. Następnie przebywał w niewoli niemieckiej. Za udział w działaniach wojennych został uhonorowany Patentem Weterana o Wolność i Niepodległość Ojczyzny. Mieszkał w Lenartowicach, gdzie pracował między innymi w cegielni. Został odznaczony Medalem „Za udział w Wojnie Obronnej 1939”, Odznaką Weterana Walk o Niepodległość oraz Srebrnym Medalem „Za Zasługi dla Obronności Kraju”, zaś w 2016 przyjął z rąk prezydenta RP Andrzeja Dudy – Krzyż Kawalerski Orderu Odrodzenia Polski. W 2001 uzyskał awans na stopień podporucznika WP w stanie spoczynku. 
W momencie poprzedzającym śmierć był najstarszym mieszkańcem gminy Pleszew. Zmarł 29 grudnia 2017 i 3 stycznia 2018 został pochowany na cmentarzu w Lenartowicach.